# August von Kotzebue

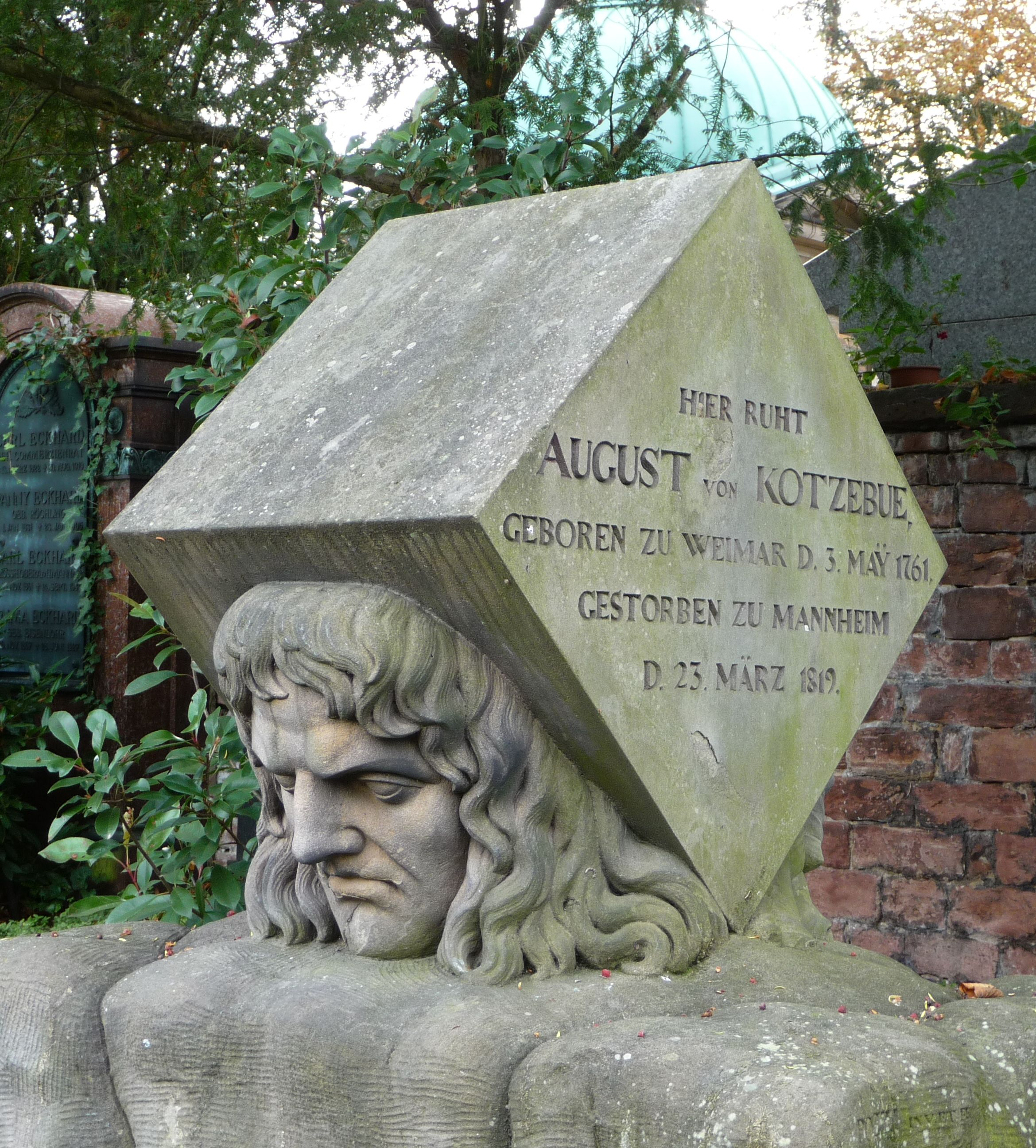
Grobowiec na cmentarzu Głównym w Mannheim

August Friedrich Ferdinand von Kotzebue (ur. 3 maja 1761 w Weimarze, zm. 23 marca 1819 w Mannheim) – dramaturg niemiecki, pełnił funkcję generalnego konsula Rosji. Został zamordowany przez studenta teologii Karla Ludwiga Sanda pod zarzutem szpiegostwa na rzecz Rosji.
Ukończył gimnazjum w Weimarze, studiował prawo w Jenie i Duisburgu. W latach 1797–1799 był dyrektorem teatru dworskiego w Wiedniu.
Był ojcem podróżnika Ottona von Kotzebuego, generał-gubernatora Paula von Kotzebuego i malarza-batalisty Alexandra von Kotzebuego oraz kuzynem pisarki Karoline Ludecus (ps. Amalie Berg).
Z jego prac historycznych korzystał przy tworzeniu Grażyny i Konrada Wallenroda Adam Mickiewicz.
Był autorem wielu komedii sentymentalnych m.in.
- Die beiden Klingsberg 1801 (Dwaj Klingsbergowie)
- Die deutschen Kleinstädter 1803 (Miasteczko niemieckie)
- głośnej sztuki Graf Benjowsky oder die Verschwörung auf Kamtschatka 1795 (Hrabia Beniowski, czyli spisek na Kamczatce).